# Wolfgang Grupp

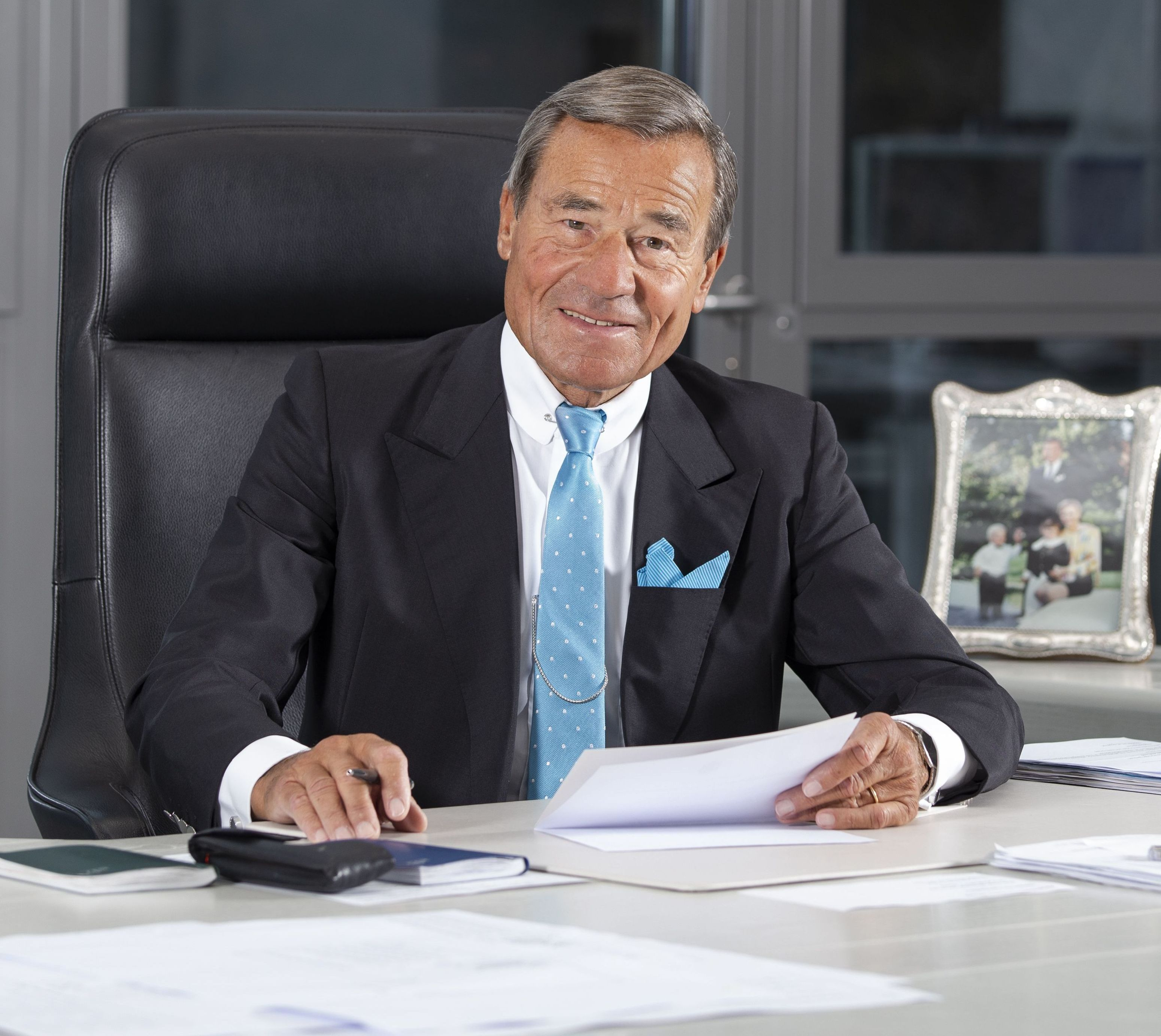
Wolfgang Grupp (2018)

Wolfgang Grupp (* 4. April 1942 in Burladingen) ist ein ehemaliger deutscher Unternehmer. Er war von 1972 bis 2023 Inhaber des baden-württembergischen Textil- und Bekleidungsunternehmens Trigema, das sich weiterhin im Familieneigentum befindet. Durch zahlreiche Auftritte in Talkshows und in der Fernsehwerbung ist er in der Öffentlichkeit bekannt.

## Leben
Wolfgang Grupp ist mütterlicherseits der Urenkel des Begründers der Burladinger Textilindustrie, Johann Mayer, und der Enkel des Mitgründers der Trikotwarenfabrik Gebrüder Mayer KG (Trigema), Josef Mayer. Sein Vater Franz Grupp (1905–2003) war Sohn des Lederwarenfabrikanten German Grupp sen. und heiratete 1939 Josef Mayers Tochter Änne Mayer (1920–2016).
Wolfgang Grupp wuchs in einer konservativ-katholisch geprägten Familie auf. Er hat eine ein Jahr ältere Schwester und den zwölf Jahre jüngeren Bruder Johannes Grupp.
Von 1948 bis 1952 besuchte Grupp die Volksschule in Burladingen. Ab 1952 war er Schüler am Jesuiteninternat St. Blasien im Südschwarzwald, an dem er 1961 das Abitur ablegte. Von 1962 bis 1967 studierte er Betriebswirtschaftslehre an der Universität zu Köln; zuerst hatte er ein Semester Rechtswissenschaft studiert. Das Studium schloss Grupp als Diplom-Kaufmann ab. Ein anschließendes Promotionsvorhaben gab er auf, um 1969 zunächst noch neben seinem Vater und ab 1972 alleiniger Geschäftsführer von Trigema zu werden. Sein Bruder Johannes Grupp wurde 1979 Geschäftsführer des Tochterunternehmens Plastro Mayer. Dieses wurde 1976 aus Trigema ausgegliedert; die Geschäftsanteile übernahm Franz Grupp. Er übertrug sie 1986 auf Johannes Grupp, während Wolfgang Grupp Trigema erhielt.

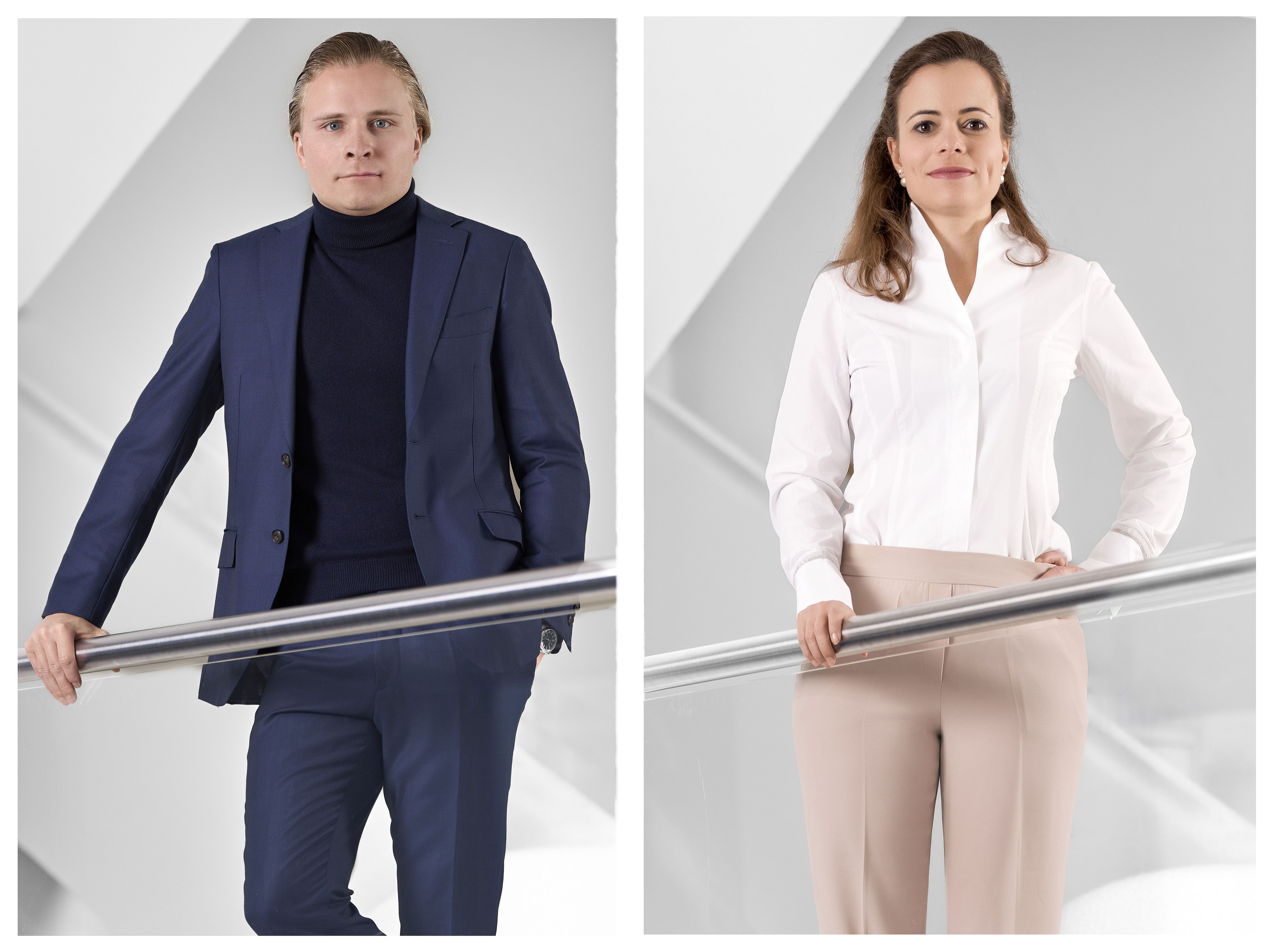
Wolfgang Grupp junior und Bonita Grupp (2023)

Grupp ist seit 1988 mit der aus Österreich stammenden Elisabeth Grupp (* 1966 als Elisabeth von Holleuffer) verheiratet, die er 1986 bei der Auerhahnjagd in Österreich kennengelernt hatte. Das Ehepaar hat eine Tochter, Bonita Grupp (* 1989), und einen Sohn, Wolfgang Grupp jun. (* 1991).
Es wohnt in Burladingen in einer Villa auf einem parkartig angelegten Anwesen neben dem Firmengelände. Grupps Vermögen wurde 2023 auf mindestens 100 Millionen Euro geschätzt.
Am 7. Juli 2025 wurde Grupp nach einem Suizidversuch mit Schussverletzungen in ein Krankenhaus gebracht. In einem Brief an die Belegschaft von Trigema vom 17. Juli 2025 schrieb er, er leide unter Altersdepression und bedauere das Geschehene.

### Textilunternehmer

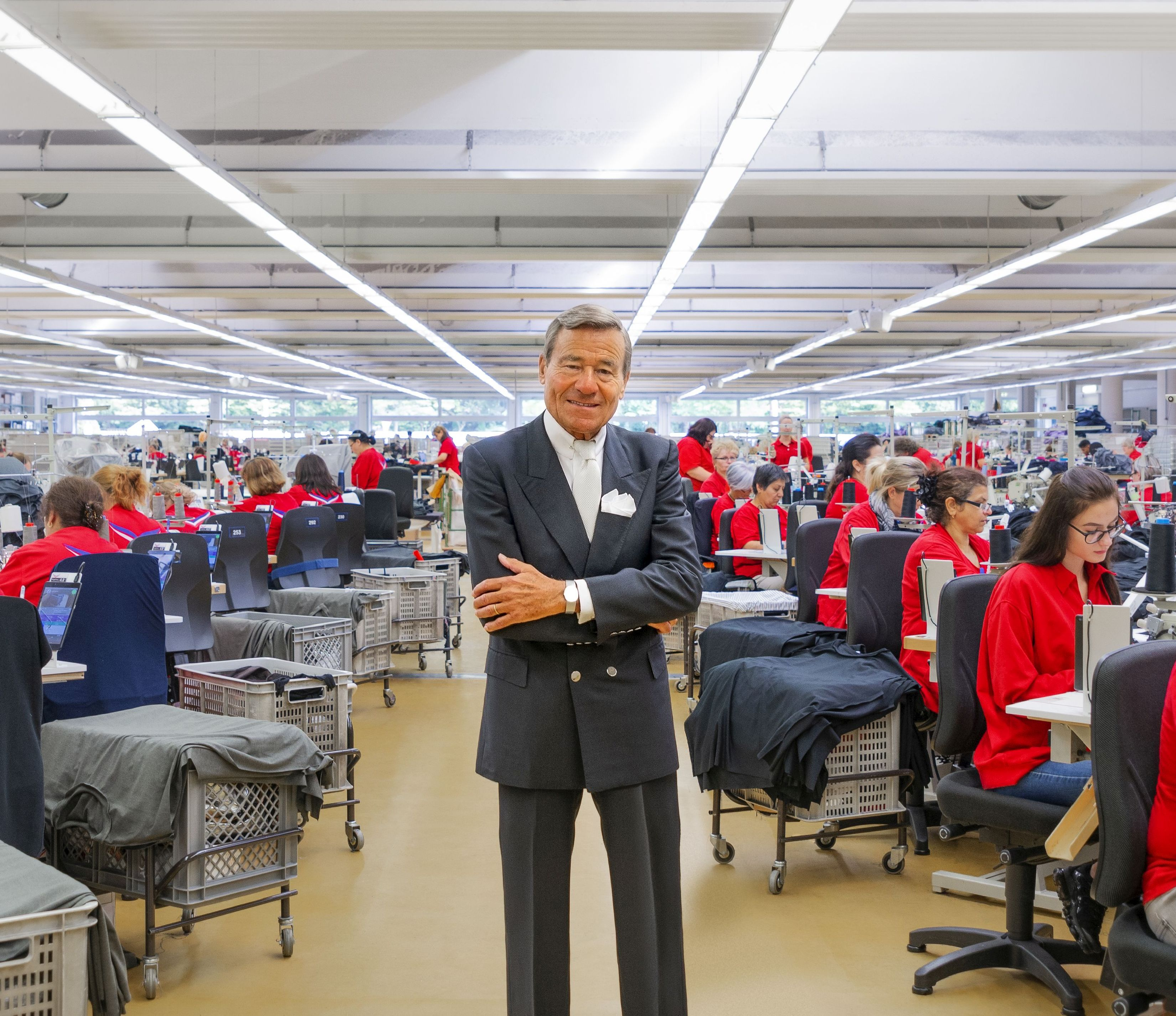
Grupp in der Konfektionsabteilung (2019)

Als Grupp 1969 in die Geschäftsführung eintrat, war Trigema stark diversifiziert und hatte bei (umgerechnet) 8,7 Millionen Euro Umsatz ca. 5,1 Millionen Euro Verbindlichkeiten bei den Banken. Grupp kehrte zu den Unternehmenswurzeln zurück und reduzierte die Diversifizierung.
Bis 1975 hatte er den Umsatz auf 28,1 Millionen Euro gesteigert und sämtliche Schulden getilgt. 2022 beliefen sich der Umsatz auf 127 Mio. Euro und die Mitarbeiterzahl auf 1200. Die beim Handelsregister Stuttgart anlässlich der im Oktober 2023 erfolgten Umwandlung in eine Kommanditgesellschaft eingereichte Bilanz der Firma Trigema Inh. W. Grupp e. K. per 31. Dezember 2022 weist eine Bilanzsumme von 43,8 Mio. Euro und ein Eigenkapital von 31,2 Mio. Euro aus.
Bei der Umwandlung wurde betrieblich nicht notwendiger Grundbesitz zurückbehalten, sodass Bilanzsumme und Eigenkapital seitdem entsprechend niedriger sind. Die Textilien (Sport- und Freizeitbekleidung) werden alle in Burladingen entworfen und zu 100 Prozent in Deutschland produziert. Seit 1969 gab es bei Trigema weder Kurzarbeit noch betriebsbedingte Kündigungen. Jährlich bildet das Unternehmen in den Bereichen Produktion und Vertrieb bis zu fünfzig junge Menschen aus. Das Unternehmen hat einen Betriebsrat, ist jedoch nicht tarifgebunden.
Grupp wurde vor allem durch eine Fernsehwerbung mit einem Schimpansen (Trigema-Affe) deutschlandweit bekannt. Darüber hinaus setzt er sich in Talkrunden für den Wirtschaftsstandort Deutschland ein.

### Nachfolge
Im August 2011 äußerte sich Grupp in einem Interview zum Thema Unternehmensnachfolge: „Ich führe Trigema in der dritten Generation. Ich hätte sicher das falsche Vorbild abgegeben, wenn meine Kinder den Betrieb nicht weiterführen wollten. Ich übergebe ihn selbstverständlich meinen Kindern.“
Anlässlich seines 70. Geburtstags im Jahr 2012 gaben ihm beide Kinder das Versprechen, das Unternehmen Trigema in seinem Sinne weiterzuführen. Bonita und Wolfgang Grupp jun. arbeiten seit langem bei Trigema, wie auch Elisabeth Grupp. Im Jahr 2022 verantwortete Bonita Grupp die Bereiche Online-Handel und Personal, ihr Bruder Wolfgang die Bereiche Geschäftskunden und IT-Projekte.
Im Oktober 2023 übertrug Grupp das Vermögen seines Unternehmens auf eine neu gegründete Kommanditgesellschaft (KG). Seit 2024 ist sein Sohn Wolfgang junior persönlich haftender Gesellschafter der Trigema W. Grupp KG, seine Tochter Bonita und seine Ehefrau Elisabeth sind Kommanditisten. Bonita Grupp wurde zudem Geschäftsführerin des weiteren Komplementärs, der Trigema Verwaltung GmbH, Elisabeth Grupp Einzelprokuristin der Kommanditgesellschaft.

## Positionen

### Verantwortung des Unternehmers
Grupp sieht den Unternehmer als verantwortlich für alle seine Entscheidungen. Die Folgen von Fehlentscheidungen müsse er selbst tragen und sie weder auf seine Arbeitnehmer noch auf den Staat abwälzen. Daher steht Grupp haftungsbeschränkenden Rechtsformen kritisch gegenüber und hat für sein Unternehmen die Rechtsform des eingetragenen Kaufmanns gewählt, bei der er für die Unternehmensschulden auch mit seinem Privatvermögen einzustehen hat wie das auch der Fall bei einer OHG und bei einer Kommanditgesellschaft ist, bei der es eine natürliche Person als Vollhafter gibt. So hat er es jetzt bei seiner Nachfolge eingerichtet. Er verlangt allerdings auch von jedem Mitarbeiter, dass er für seinen Bereich Verantwortung übernimmt. Ausdrücklich wendet er sich gegen verantwortungslos handelnde Manager großer Unternehmen, durch deren Fehlentscheidungen Arbeitsplätze vernichtet und die Unternehmen nicht selten mit Staatshilfen gerettet werden, während die Schuldigen mit einer Millionenabfindung rechnen könnten.
Für persönlich haftende Unternehmer postuliert er einen fünfzigprozentigen Nachlass der Einkommensteuer.

### Russlands Überfall auf die Ukraine
Am 7. Mai 2022 sagte Grupp gegenüber Business Insider, Russland habe sich unter der Regierung von Wladimir Putin wirtschaftlich verbessert. Die USA seien am Krieg in der Ukraine „nicht ganz unschuldig“. Er forderte eine „Kompromisslösung“, ohne dies näher auszuführen.
Im Februar 2023 gehörte Grupp zu den Erstunterzeichnern der von Sahra Wagenknecht und Alice Schwarzer initiierten Petition „Manifest für Frieden“, die zur Aufnahme von Friedensverhandlungen und zum Ende der militärischen Unterstützung der Ukraine gegen den russischen Überfall aufrief.

### Krankenstand unter Angestellten
Im Jahr 2025 warf Grupp Ärzten vor, Angestellte „sinnlos“ krankzuschreiben. Die Bezirksärztekammer Nordwürttemberg widersprach dieser Behauptung.

## Gesellschaftliches Engagement
Die von ihm gegründete Wolfgang und Elisabeth Grupp Stiftung leistet finanzielle Unterstützung für Einrichtungen, Projekte und in Not geratene Menschen in der Region um Burladingen. Im Kulturbereich ermöglichte die Stiftung z. B. die Austragung des Internationalen Jugendmusikfestivals, welches in Burladingen stattfand. Die Stiftung übernahm auch die Anschaffungskosten eines neuen Flügels für die Jugendmusikschule und den Kauf eines neuen Rettungswagens für die DRK-Bereitschaft Burladingen-Ringingen. 2010 trug sie ein Viertel der Baukosten von vier Millionen Euro für die von der Stadt Burladingen errichtete Sporthalle, die bei ihrer Einweihung den Namen Trigema-Arena bekam.
Grupp, der sich selbst als Stammwähler der CDU bezeichnet, ist in der Öffentlichkeit seit langem als Befürworter des Mindestlohns bekannt, auch als dieser von der CDU noch strikt abgelehnt wurde.
Nach Auskunft seines Unternehmens werden alle Mitarbeiter grundsätzlich über Mindestlohnniveau bezahlt; auch von den Geschäftspartnern wird gerechte Entlohnung der Mitarbeiter verlangt. Zudem garantierte Grupp nicht nur seinen Mitarbeitern einen sicheren sozialversicherten Arbeitsplatz im Unternehmen, sondern auch den Kindern der Mitarbeiter nach der Schulausbildung einen Ausbildungsplatz oder einen Arbeitsplatz. Auf die Frage, ob er sich als sozialer Unternehmer versteht, erklärte er: „Als Unternehmer bin ich Egoist und will Geld verdienen.“ Damit das funktioniere, müsse es aber auch seinem Umfeld gut gehen.

## Auszeichnungen
- 2005 erhielt Grupp für seine rhetorischen Fähigkeiten den Cicero-Rednerpreis in der Kategorie Wirtschaft.[40]
- 2012 wurde Grupp zum Ehrenbürger seiner Heimatstadt Burladingen ernannt.[41]
- 2019 erfolgte die Auszeichnung mit dem Verdienstorden der Bundesrepublik Deutschland (Verdienstkreuz 1. Klasse) durch Bundespräsident Frank-Walter Steinmeier und übergeben durch Ministerpräsident Winfried Kretschmann im Rahmen der Feier des 100-jährigen Firmenjubiläums von Trigema.[42][43]

## Sonstiges
Grupp benutzte als Trigema-Chef einen Hubschrauber Bell 407 als persönliches Verkehrsmittel. Sein Dienstfahrzeug war ein Mercedes-Benz, bei dem der Beifahrersitz von einer Spezialfirma gegen die Fahrtrichtung eingebaut wurde, was aus seiner Sicht für einen rechten hinteren Passagier angenehm sei. Er ist passionierter Jäger und hat ein Jagdhaus im Allgäu. Grupp legt seit der Jugend viel Wert auf stilvolle Kleidung und trägt bei öffentlichen Auftritten und im Unternehmen Maßanzüge, Seidenkrawatte und Einstecktuch.

## Fernsehdokumentationen
- Sie können auch anders – Unternehmer mit Ideen. Diskussion, Deutschland, 2008, 45 Min., mit Götz Werner, Wolfgang Grupp, Norbert Kunz und Ditmar Staffelt, Produktion: Phoenix, Erstausstrahlung: 30. April 2008, online-Video, Ankündigung (Memento vom 1. Mai 2008 im Internet Archive), Video auf YouTube
- Der König von Burladingen. Wolfgang Grupp – Ein deutscher Unternehmer. Dokumentarfilm, 45 Min., Buch und Regie: Susanne Müller und Andreas Coerper, Produktion: SWR Fernsehen, Erstausstrahlung: 26. März 2008.
- Neues vom König aus Burladingen. Vierteilige Dokuserie, Buch und Regie: Susanne Müller und Andreas Coerper, Produktion: SWR Fernsehen, Erstausstrahlung: 15. September bis 6. Oktober 2010.
- Trigema – 100 % Made in Germany: Die Erfolgsgeschichte des Textilunternehmens. In: Galileo, Episode 31, ProSieben, Erstausstrahlung: 3. Februar 2020, 10:24 Minuten, Video auf YouTube
- Hinter den Kulissen von Trigema: Die große Grupp-Doku, SWR Fernsehen, 2023 Video auf YouTube
- Wolfgang Grupp – Deutschlands berühmtester Kaufmann, Dokumentarfilm, SWR Fernsehen, 2024, Video auf YouTube
- Wolfgang Grupp: „Der letzte Abschnitt meines Lebens“, Interview, Podcast Tim Gabel, 2025, Video auf YouTube